# Deux poèmes opus 69 de Scriabine
Les Deux Poèmes op. 69 sont deux pièces pour piano du compositeur russe Alexandre Scriabine, écrites en 1913.